# Красная Мыза
Кра́сная Мы́за  — деревня в Клопицком сельском поселении Волосовского района Ленинградской области.

## История
Как деревня Федоровская Помещицы Юрьевой она упоминается на карте Санкт-Петербургской губернии Ф. Ф. Шуберта 1834 года.

ФЁДОРОВСКАЯ — мыза принадлежит коллежскому асессору . (1838 год)

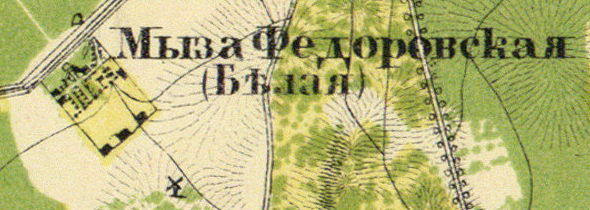
План Белой Мызы. 1860 год

Согласно карте 1860 года к югу от мызы располагалась ветряная мельница.

ФЁДОРОВСКАЯ (БЕЛАЯ МЫЗА) — мыза владельческая при пруде, по левую сторону Нарвского тракта в 48 верстах от Петергофа, число дворов — 2, число жителей: 5 м. п., 6 ж. п. (1862 год)

Согласно материалам по статистике народного хозяйства Петергофского уезда 1887 года мыза Фёдоровская площадью 1560 десятин принадлежала графу Н. Е. Сиверсу, она была приобретена до 1868 года.
В конце XIX века мыза административно относилась к Бегуницкой волости 1-го стана Петергофского уезда Санкт-Петербургской губернии, в начале XX века — 2-го стана.
По данным «Памятной книжки Санкт-Петербургской губернии» за 1905 год мыза Фёдоровская (Белая) площадью 1529 десятин принадлежала графу Николаю Егоровичу Сиверсу.
На карте 1913 года обозначена как мыза Белая.
С 1917 по 1921 год деревня называлась Белая Мыза и входила в состав Большетешковского сельсовета Бегуницкой волости Петергофского уезда.
С 1 ноября 1921 года деревня называлась Красная Мыза.
С 1923 года в составе Троцкого уезда.
Согласно данным переписи населения СССР 1926 года в посёлке Красная Мыза Тешковского сельсовета Бегуницкой волости проживали 52 человека, большинство эстонцы и русские, а также финны, поляки и латыши.
По данным 1933 года посёлок Красная Мыза являлся административным центром Тешковского сельсовета Волосовского района, в который входили 15 населённых пунктов: деревни Кандакюля, Каськово, Келиголово, Кивалицы, Куйлово, Большие Лашковицы, Малые Лашковицы, Сельцо, Слободка, Сутелицы, Большое Тешково, Малое Тешково, Томарово, Шелково и сам посёлок Красная Мыза, общей численностью 2101 человек.

План деревни Красная Мыза. 1938 год

Согласно топографической карте 1938 года деревня насчитывала 4 двора, в деревне была школа.
В 1940 году население деревни Красная Мыза составляло 144 человека.
C 1 августа 1941 года по 31 декабря 1943 года деревня находилась в оккупации.
С 1959 года в составе Каськовского сельсовета.
С 1963 года в составе Кингисеппского района.
С 1965 года вновь в составе Волосовского района. В 1965 году население деревни Красная Мыза составляло 44 человека.
По данным 1966, 1973 и 1990 годов Красная Мыза являлась деревней в составе Каськовского сельсовета с центром в посёлке Сельцо.
В 1997 году в деревне Красная Мыза проживали 7 человек, в 2002 году — 23 человека (русские — 91 %), в 2007 году — 3.
В мае 2019 года Губаницкое и Сельцовское сельские поселения вошли в состав Клопицкого сельского поселения.

## География
Деревня расположена в северо-восточной части района на автодороге А180 (E 20) (Санкт-Петербург — Ивангород — граница с Эстонией) «Нарва».
Расстояние до административного центра поселения — 6,4 км.
Расстояние до ближайшей железнодорожной станции Волосово — 22 км.

## Демография
| 1862 | 2002 | 2007 | 2010 | 2017 |
| ---- | ---- | ---- | ---- | ---- |
| 11   | ↗23  | ↘3   | ↘1   | ↘0   |

### Национальный состав
Согласно данным Всероссийской переписи населения 2021 года в деревне проживали 17 человек, из них:
 русские — 16, один человек национальность не указал.

## Известные жители
- Тикиляйнен, Пётр Абрамович (1921—1941) — Герой Советского Союза[23].